# Андрей Цанов
Андрей Стоев Цанов (14 март 1842 г., с. Равнище, Тетевенско – 25 март 1933 г., София) е журналист, писател, проповедник, автор на множество книги.

## Биография
Сътрудничи в цариградския в. „Време“ от 1866 г., по-късно в пловдивския в. „Марица“. Един от основателите на Българското Евангелско дружество и негов председател. Съосновател и на Българското брошурно дружество. Редактор на сп. „Домашен приятел“, на в. „Зорница“.
Автор е на книги, които са тясно свързани с проблемите на България: „България и източният въпрос“ – 1876 г., „Наука и вяра“ – 1894 г.; „Първият български княз“ – 1895 г.; „Неразрешени задачи – началото на ХХ век“ – 1901 г.; „Едновремешна, сегашна и бъдеща България“ – 1918 г.; „Причини за нещастието и днешният дълг на България“ – 1921 г.; През последните години от живота си той загубва зрението си и чрез диктуване е написал последните си две книги: „Целта и щастието на човешкия живот“ и „Образцова и щастлива България“.